# Charles Nicolas Friant
Pour les articles homonymes, voir Friant.
Charles Nicolas Friant, né le 3 janvier 1818 à Lorquin et mort le 4 décembre 1886 à Paris, est un militaire français. Il est commandeur puis grand officier de la Légion d'honneur.

## Famille
Il naît le 3 janvier 1818 à Lorquin dans le département de la Moselle. Il est le fils de Jean-Baptiste Friant et de Ursule Brice
 Sa mère née Brice appartenait à la famille des généraux du même nom.
Il épouse Lucile-Isabelle Charlot (née en 1831).

## Carrière
Il entre à Saint-Cyr à 18 ans, il fait partie de la promotion de l'Obélisque. Il en sort sous-lieutenant en 1838.
Lieutenant en 1840, il souhaite rejoindre l'artillerie. Il est capitaine en 1845 puis chef de bataillon en 1852. Il participe à la campagne d'Italie (1859) et l'Intervention française au Mexique. Avec le général Osmont, il organise pour l'Empereur Maximilien le bataillon des Cazadores de Mexico, chargé de la défense de l'empereur lorsque les troupes françaises auraient quitté le Mexique. Le 26 juillet 1866, l'Empereur Maximilien veut confier le ministère des finances à Friant qui ne peut accepter n'ayant pas d'ordres de Paris,. De plus, la présence auprès de Maximillien des deux officiers français, Osmont et  Friant, est considérée comme une ingérence par le gouvernement américain.
Il combat notamment à Magenta et à Solférino.
Il est promu intendant-général le 31 janvier 1871, lors de la guerre guerre franco-allemande de 1870, il occupe le poste d'intendant général à l'Armée du Rhin. En 1873, il déposera devant le conseil de guerre siégeant au Grand Trianon lors du procès du Maréchal Bazaine et sera entendu par la Commission d'enquête sur le matériel de la Guerre de 1870.
À partir de 1865, il se tourne vers l'administration générale des armées, il occupe les postes suivant :
- intendant militaire du 3e corps de l'armée du Rhin, du 16 juillet 1870 au 29 octobre 1870.
- intendant en chef de l'armée de la Loire.
- intendant en chef de l'armée de l'est.
- intendant militaire de la 9e division militaire

Charles Nicolas Friant est l'auteur d'un livre paru en 1871 chez l'éditeur Rozier : Organisation nouvelle de l'armée.

## Décorations

### Rubans aux couleurs des décorations françaises
- Grand officier de la Légion d'honneur (« Cote LH/1037/82 »).
- Médaille commémorative de l'expédition du Mexique
- Médaille commémorative de la campagne d'Italie (1859)
- Médaille commémorative de la guerre 1870-1871

## Sources
- Taxile Delord, Histoire du Second Empire,, vol.4, p. 503-512-516-521-523, éd. Baillère, Paris, 1876
- Lt-Colonel Rousset, Histoire générale de la guerre franco-allemande (1870-71), T.6, p. 7-16-18-27-117-131-172-173, éd. Librairie illustrée, Paris, 1900
- E. Appert, L'Intendant général Friant, dans Le Pays Lorrain, vol. 10, pages 716-767, éd. Société d'Histoire de la Lorraine, Nancy,1913
- Pierre Brasme, La Moselle et ses soldats, éd. Serpenoise, 1999, p. 87
- (en) Comte E. C. Corti, Maximilian and Charlotte of Mexico, p. 645-719,727, ed. Archon Books, 1928.